# Gare de Gaillon - Aubevoye
La gare de Gaillon - Aubevoye est une gare ferroviaire française de la ligne de Paris-Saint-Lazare au Havre, située sur le territoire de la commune d'Aubevoye, à proximité de Gaillon, dans le département de l'Eure en région Normandie.
Elle est mise en service en 1843 par la Compagnie du chemin de fer de Paris à Rouen.
C'est une gare de la Société nationale des chemins de fer français (SNCF) desservie par des trains grandes lignes Intercités et des trains express régionaux du réseau TER Normandie.

## Situation ferroviaire
Établie à 16 mètres d'altitude, la gare de Gaillon - Aubevoye est située au point kilométrique (PK) 93,154 de la ligne de Paris-Saint-Lazare au Havre, entre les gares ouvertes de Vernon - Giverny et de Saint-Pierre-du-Vauvray. Elle est séparée de ces deux gares respectivement par les gares fermées du Goulet et de Venables.

## Histoire
La « station de Saint-Pierre-la-Garenne (station de Gaillon) » est mise en service le 9 mai 1843 par la Compagnie du chemin de fer de Paris à Rouen, lorsqu'elle ouvre à l'exploitation la section de Colombes à Rouen-Saint-Sever de sa ligne de Paris à Rouen.

## Fréquentation
De 2015 à 2023, selon les estimations de la SNCF, la fréquentation annuelle de la gare s'élève aux nombres indiqués dans le tableau ci-dessous.
| Année                      | 2015    | 2016    | 2017    | 2018    | 2019    | 2020    | 2021    | 2022    | 2023    |
| -------------------------- | ------- | ------- | ------- | ------- | ------- | ------- | ------- | ------- | ------- |
| Voyageurs                  | 486 304 | 497 116 | 534 151 | 492 341 | 555 086 | 347 651 | 417 872 | 550 836 | 628 056 |
| Voyageurs et non voyageurs | 607 880 | 621 395 | 667 689 | 615 427 | 693 857 | 434 564 | 522 340 | 688 545 | 785 071 |

## Service des voyageurs

### Accueil
La gare dispose d'un bâtiment voyageurs, sans guichet. Elle est équipée d'automates pour l'achat de titres de transport TER.
Une passerelle permet la traversée des voies et l'accès aux quais. En outre, l'accessibilité aux personnes à mobilité réduite est offerte au moyen d'ascenseurs depuis 2013.

### Desserte

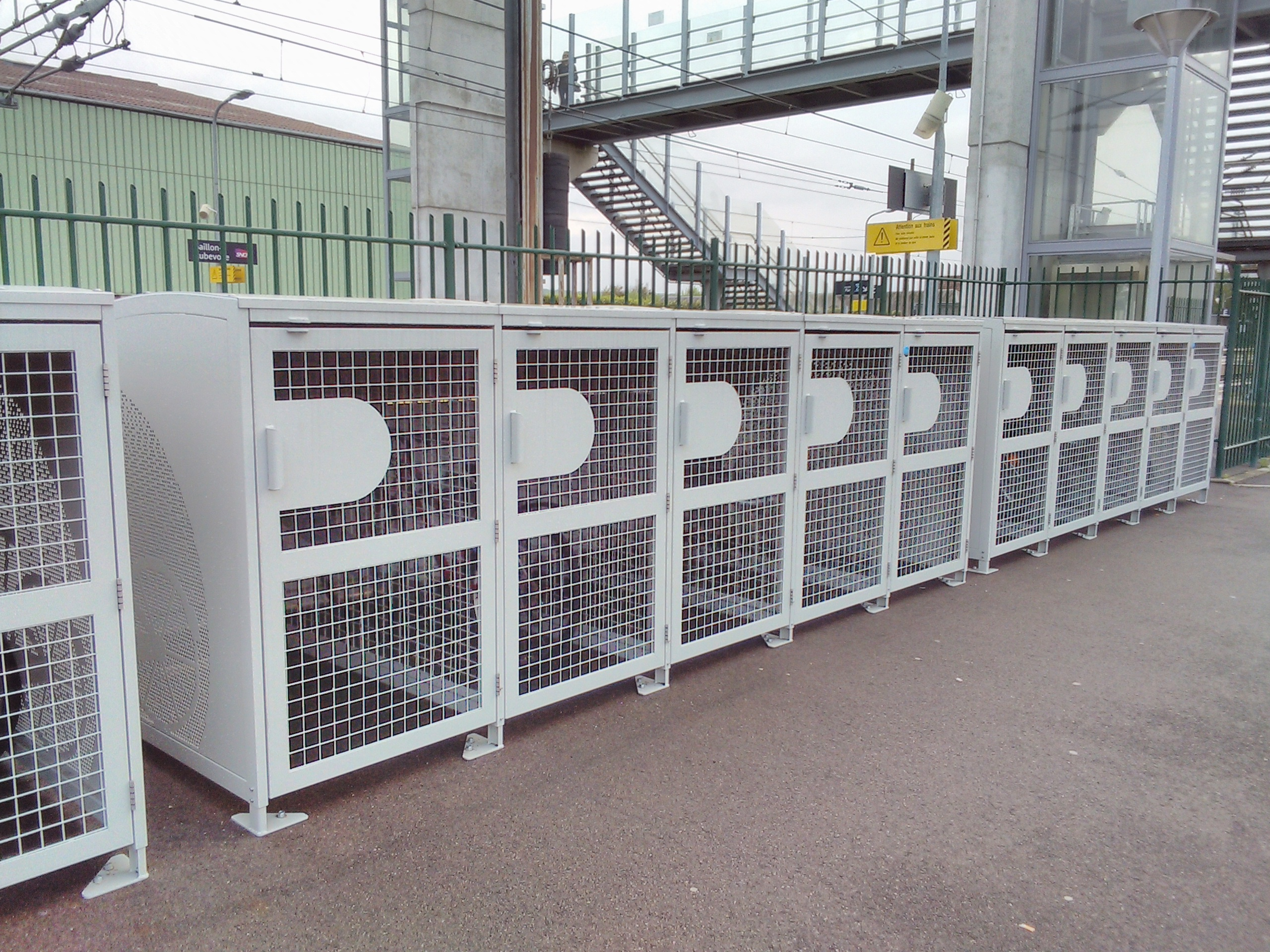
Boîtes sécurisées pour les bicyclettes des usagers de la gare.

Faisant partie du réseau TER Normandie, la gare est desservie par des trains express régionaux de la relation Rouen-Rive-Droite – Val-de-Reuil – Vernon - Giverny – Mantes-la-Jolie –  Paris-Saint-Lazare.

### Intermodalité
Un parc sécurisé pour les vélos et un parking y sont aménagés.
Elle est desservie par des bus du réseau urbain Semo, lignes 6, 10 et E1, et les cars du réseau Nomad, lignes 206, 207 et 209.

## Service des marchandises
La gare de Gaillon - Aubevoye est ouverte au service du fret (train massif seulement).